# Stormcrow
Stormcrow é o segundo álbum do supergrupo finlandês de power metal Cain's Offering, lançado em 15 de maio de 2015. É o primeiro álbum deles com o tecladista Jens Johansson (Stratovarius, ex-Yngwie Malmsteen) e o baixista Jonas Kuhlberg. A primeira canção a ser disponibilizada foi a faixa-título, colocada em streaming a partir de 22 de abril. Oito dias depois, a banda disponibilizou "The Best of Times" no mesmo formato.
O guitarrista e principal compositor Jani Liimatainen disse que ele foi abordado há alguns anos sobre um segundo álbum do Cain's Offering, mas na época ele estava indisponível para isso. Em 2014, quando o assunto voltou à tona, ele decidiu focar na ideia, pois estava com mais tempo disponível. Comparando o álbum com o anterior, Gather the Faithful, ele disse:
| “ | Eu acho que musicalmente o novo álbum é um pouco mais focado e coerente. 'Gather The Faithful' foi o primeiro álbum em que eu escrevi toda a música e letras sozinho, e reprisando isso talvez eu fui um pouco ambicioso demais, tentando provar que eu na verdade podia escrever canções realmente boas, complexas. Passaram-se seis anos desde o primeiro e eu acho que eu amadureci como um escritor, não tentando mais provar nada, apenas tentando escrever o melhor material possível. É uma escrita muito orientada para o vocal - e a melodia dado que, para mim, a melodia é sempre a rainha, mas eu realmente tentei manter as coisas mais simples desta vez. | ” |

O baterista Jani Hurula o descreveu como "majestoso and e imenso" e também disse que as canções "estão mais concentradas e têm mais carne em volta delas, [...] exatamente do jeito que gostamos. A produção também foi exatamente o que cada um de nós quería que fosse dessa vez." O título do álbum, segundo ele, se encaixa na banda "perfeitamente. [...] Os oprimidos estão de volta para se vingarem!". O baterista também disse que a banda irá filmar um vídeo para o álbum e que pretendem realizar uma turnê também, mas não deu nenhum outro detalhe. Jani Liimatainen também disse querer gravar um vídeo e excursionar, mas ele depende das agendas dos outros membros.

## Faixas
| N.º            | Título                                                          | Duração |  |
| 1.             | "Stormcrow"                                                     | 6:15    |  |
| 2.             | "The Best of Times" (Os Melhores Momentos)                      | 4:33    |  |
| 3.             | "A Night to Forget" (Uma Noite para Esquecer)                   | 4:29    |  |
| 4.             | "I Will Build You a Rome" (Eu Vou Construir uma Roma para Você) | 4:40    |  |
| 5.             | "Too Tired to Run" (Muito Cansado para Correr)                  | 6:14    |  |
| 6.             | "Constellation of Tears" (Constelação de Lágrimas)              | 5:30    |  |
| 7.             | "Antemortem"                                                    | 5:19    |  |
| 8.             | "My Heart Beats for No One" (Meu Coração Não Bate por Ninguém)  | 4:35    |  |
| 9.             | "I Am Legion" (Eu Sou a Legião)                                 | 5:59    |  |
| 10.            | "Rising Sun" (Sol Nascente)                                     | 5:42    |  |
| 11.            | "On the Shore" (Na Costa)                                       | 4:18    |  |
| Duração total: | Duração total:                                                  | 57:34   |  |

## Créditos
Cain's Offering
- Timo Kotipelto – vocais
- Jani Liimatainen – guitarra, vocais de apoio
- Jens Johansson – tecladoss, piano
- Jonas Kuhlberg – baixo
- Jani Hurula – bateria